# 中國文化大學環境設計學院
中國文化大學環境設計學院（英語：Chinese Culture University of Environmental Design），為中國文化大學十三學院之一，結合原隸屬於工學院之建築學系、法學院之市政學系、農學院之景觀學系，三系合併組成環境設計學院。

## 歷任院長
- 曹正（1993-1996年）[3]
- 陳錦賜（1996-2007年）[4]
- 郭瓊瑩（2007-2011年）[5]
- 楊重信（2011-2014年）
- 鄭祈全（2014年）
- 林建元（2014-2016年）
- 楊松齡（2016年2024年）[1]

## 學系
- 都市計劃與開發管理學系[6]
- 建築及都市設計學系[7]
- 景觀學系[8]